# 林家希林とかしめ・洋平の今夜は話さナイト
『林家希林とかしめ・洋平の今夜は話さナイト』（はやしやきりんとかしめ・ようへいのこんやは はなさナイト）は、2022年4月7日より静岡エフエム放送（K-MIX）で放送されているラジオ番組である。通称は「話さナイト」、「今夜は話さナイト」。

## 概要
林家希林（落語家）、立川かしめ（落語家）、大西洋平（シンガーソングライター）の3人によるトークバラエティ番組。
番組の主な内容は、パーソナリティ3人のフリートーク、リスナーからの投稿、おたより紹介。
大相撲元大関清國を父にもつ林家希林にちなんで、「ごっつあんです」や、「ごっつあんです」と「こんばんは」を組み合わせた「ごっつあんばんは」が番組冒頭のあいさつとなっている。

## 放送時間
- 日曜 0:30 - 1:00（2023年4月2日 - ）
  - 日曜 4:00 - 4:30（再放送）

### 過去の放送時間
- 木曜 20:30 - 21:00（2022年4月7日 - 2023年3月30日）

## パーソナリティ
- 林家希林（落語家）
- 立川かしめ（落語家）
- 大西洋平（シンガーソングライター）

## 歴史
- 2022年4月7日 - 『林家木りんとかしめ・洋平の今夜は話さナイト』の番組名で、木曜夜枠[注 2]にて、放送開始。
- 2022年6月24日 ワロスロード・カフェ（東京都台東区上野）にて、『今夜は話さナイト トークライブ』開催。
- 2022年12月22日 浜松市福祉交流センター小ホール（静岡県浜松市）にて、『今夜は話さナイト落語会 in 浜松 祝 大西洋平 生誕祭』開催。
- 2023年4月1日 - 放送時間が土曜深夜[注 3]に移動。
- 2023年9月23日 - 林家希林真打昇進に伴う改名[1]により、番組名の表記が『林家希林とかしめ・洋平の今夜は話さナイト』に変更となる。
- 2024年2月24日 番組放送100回を迎える。

## テーマ曲
- オープニング
  - 大西洋平『17歳』
- エンディング
  - 大西洋平『火花』

### 過去のテーマ曲
- オープニング
  - ミラクルチンパンジー『Rhythm of the sun』
- エンディング
  - 大西洋平『カーテンコール』
  - 大西洋平『名前をつけてくれた』
  - 大西洋平『17歳』

## コーナー
この武将知っとかナイト
武将好きの林家希林が、隠れた名武将のエピソードを紹介するコーナー。
この2曲聴かナイト（他意はなし）
大西洋平が、似ている2つの曲を紹介するコーナー。
教えて!ご隠居さんVS
リスナー、パーソナリティの疑問に、落語に登場するご隠居さんが答えるコーナー。

### 過去・不定期コーナー
立川かしめのIt's ドドイッツ Time
リスナーから寄せられた都々逸や、立川かしめが作成した都々逸を紹介するコーナー。
立川かしめが作成した都々逸の添削がコーナーの名物となっている。
大西洋平の教えて!音楽の疑問
リスナーから寄せられた音楽の疑問に、大西洋平が答えるコーナー。
林家希林のお馬さん情報パカパカ
競馬好きの林家希林が、競馬にまつわる話をするコーナー。
教えて!ご隠居さん
リスナーから寄せられた日常の疑問に、落語に登場するご隠居さんが答えるコーナー。
かしめ電気店
立川かしめによる、おすすめの家電紹介や、リスナーから寄せられた家電に関する相談に乗るコーナー。